# Zionsfriedhof (Jerusalem)

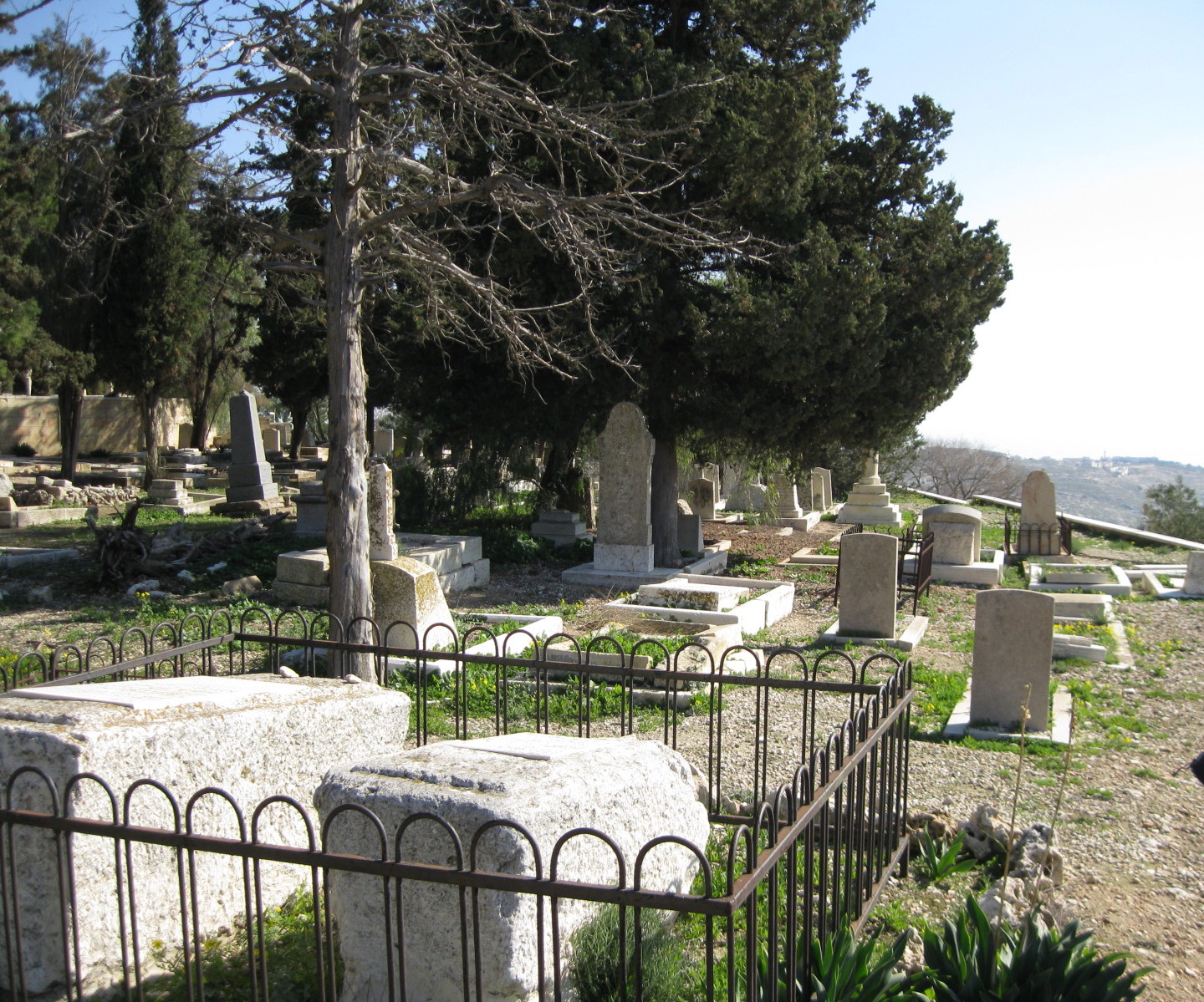
Zionsfriedhof (2010)

Der Zionsfriedhof in Jerusalem (hebräisch בֵּית הַקְּבָרוֹת הַפְּרוֹטֶסְטַנְטִי בְּהַר צִיּוֹן Bejt ha-Qvarōt ha-Prōṭesṭanṭī bə-Har Zijjōn, deutsch ‚Protestantische Gräberstatt am Berge Zion‘; englisch Mount Zion Cemetery) ist ein protestantischer Friedhof. Er wurde 1848 angelegt, ist heute im Besitz der Episkopalkirche von Jerusalem und dem Nahen Osten und wird auch von der deutschsprachigen Erlöserkirchengemeinde genutzt. Zugang besteht vom Rechov Arawnah ha-Jevussi durch die Anlage der ehemaligen Bischof-Gobat-Schule, die seit 1967 ans Jerusalem University College vermietet ist.

## Geschichte
Samuel Gobat, der zweite Bischof des preußisch-anglikanischen Bistums Jerusalem, erwarb 1848 ein Gelände am Zionsberg, südwestlich der Jerusalemer Altstadt, um dort einen Friedhof anzulegen. Auch als der Bistumsvertrag 1886 gekündigt wurde, verwalteten Engländer und Deutsche den Zionsfriedhof weiterhin gemeinsam.
Auf dem 1917 angelegten Kriegsgräberfeld wurden gefallene deutsche und österreichische Soldaten, unabhängig von ihrer Konfession, beigesetzt.
Zwischen 1949 und 1967 lag der Zionsfriedhof im Niemandsland, wurde weder genutzt noch gepflegt. Von Zerstörungen blieb er verschont. Im Sommer 1968 richtete ihn die Commonwealth War Graves Commission wieder her.
Im November 2013 schändeten Unbekannte 20 Gräber. Das seit 2015 laufende archäologische Grabungsprojekt auf und neben dem Friedhofsgelände soll auch der künftigen Erschließung des Areals für Besucher dienen, so dass Akten von Vandalismus vorgebeugt würde.
Eine interreligiöse Gruppe von Freiwilligen pflegt den Zionsfriedhof ebenso wie die anderen Friedhöfe in der Nachbarschaft.

## Grabstätten (Auswahl)
| Grabstein | Name                                     | Geburtsdatum                                        | Sterbedatum                                 | Beschreibung |
| --------- | ---------------------------------------- | --------------------------------------------------- | ------------------------------------------- | --- |
|           | Michael Salomo Alexander                 | * 1. Mai 1799 in Schönlanke, Provinz Posen, Preußen | † 22. November 1845 in Bilbeis bei Kairo    | Erster anglikanisch-lutherischer Bischof von Jerusalem (1842–1845)                                                               |
|           | Ernst Gustav Schultz                     | * 20. Mai 1811 in Döbern, Ostpreußen                | † 22. Oktober 1851 in Jerusalem             | Preußischer Konsul in Jerusalem und Orientforscher                                                                               |
|           | Hans Nicolajsen (John Nicolayson)        | * 1. Juni 1803 in Løgumkloster                      | † 6. Oktober 1856 in Jerusalem              | Dänischer Judenmissionar (Church’s Ministry among Jewish People)                                                                 |
|           | Johannes Roth                            | * 4. September 1815 in München                      | † 26. Juni 1858 in Hasbeya am Berg Hermon   | Zoologe und Forschungsreisender                                                                                                  |
|           | Samuel Gobat                             | * 26. Januar 1799 in Crémines, Kanton Bern          | † 12. Mai 1879 in Jerusalem                 | Zweiter anglikanisch-lutherischer Bischof von Jerusalem (1846–1879)                                                              |
|           | Joseph Barclay                           | * 1831 nahe Strabane, County Tyrone                 | † 23. Oktober 1881 in Jerusalem             | Dritter anglikanisch-lutherischer Bischof von Jerusalem (1880–1881)                                                              |
|           | Horatio Gates Spafford                   | * 20. Oktober 1828 in Troy, New York                | † 16. Oktober 1888 in Jerusalem             | Rechtsanwalt, presbyterianischer Liederdichter (It Is Well with My Soul) und Gründer der utopischen Gemeinschaft American Colony |
|           | Johann Ludwig Schneller                  | * 15. Januar 1820 in Erpfingen, Württemberg         | † 18. Oktober 1896 in Jerusalem             | Pädagoge und Missionar, Gründer des Syrischen Waisenhauses                                                                       |
|           | Max Sandreczky                           | * 1839 Insel Syros, Griechenland                    | † 22. Juni 1899 in Jerusalem                | Kinderchirurg, Gründer des ersten Kinderkrankenhauses in Palästina („Marienstift Kinderhospital“)                                |
|           | Conrad Schick                            | * 27. Januar 1822 in Bitz, Württemberg              | † 23. Dezember 1901 in Jerusalem            | Missionar, Architekt und Archäologe                                                                                              |
|           | James Leslie Starkey                     | * 3. Januar 1895 in London                          | † 10. Januar 1938 in Bayt Jabrin bei Hebron | Archäologe |
|           | William Matthew Flinders Petrie          | * 3. Juni 1853 in London                            | † 28. Juli 1942 in Jerusalem                | Archäologe und Ägyptologe |
|           | Clarence Stanley Fisher                  | * 17. August 1876 in Philadelphia                   | † 20. Juli 1941 in Jerusalem                | Archäologe, Direktor der American School of Oriental Research                                                                    |
|           | George Francis Graham Brown              | * 27. Januar 1891                                   | † 23. November 1942 in Jerusalem            | Anglikanischer Bischof von Jerusalem (1932–1942)                                                                                 |
|           | William Irvine                           | * 7. Januar 1863                                    | † 9. März 1947 in Jerusalem                 | Evangelist der Pfingstbewegung                                                                                                   |
|           | Bertha Harz (im Grab mit Charlotte Pilz) | * 3. Dezember 1890 in Eisenach                      | † 17. Oktober 1982 in Jerusalem             | Schwester der Kaiserswerther Diakonie, Schulleiterin von Talitha Kumi                                                            |

## Ausgrabungen

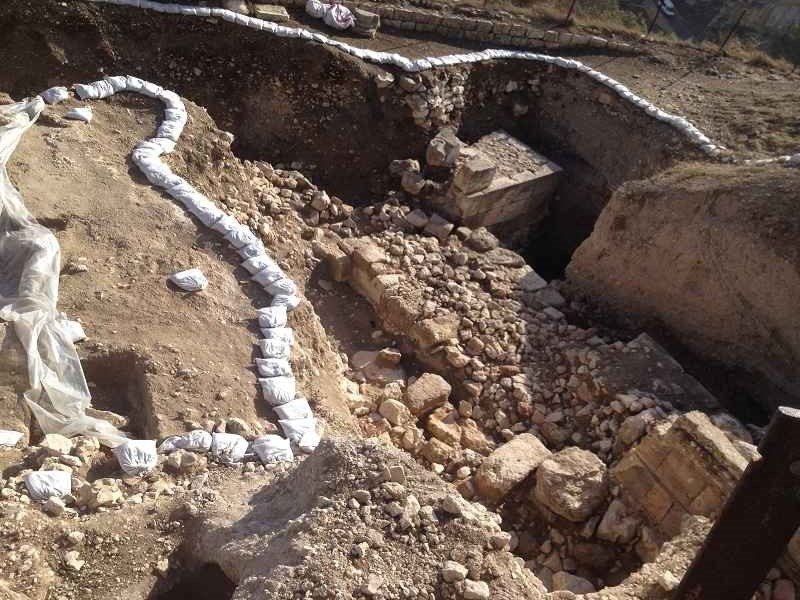
Ausgrabung auf dem Friedhofsgelände (2017)

Zwischen 1894 und 1897 führten Frederick Bliss und Archibald Dickie die ersten archäologischen Grabungen auf dem Friedhofsgelände durch. Bliss identifizierte Reste einer antiken Toranlage mit dem bei Flavius Josephus erwähnten Essener-Tor.
Seit 2015 führt das DEI unter Leitung von Dieter Vieweger Grabungskampagnen auf dem Zionsberg durch, und zwar auf dem Gelände des Zionsfriedhofs (Areal I) und in dem angrenzenden sogenannten Griechischen Garten (Areal II).